# Charles Chetwynd-Talbot (20e comte de Shrewsbury)
Charles Henry John Chetwynd-Talbot, 20e comte de Shrewsbury (13 novembre 1860-7 mai 1921) est un pair britannique.

## Famille

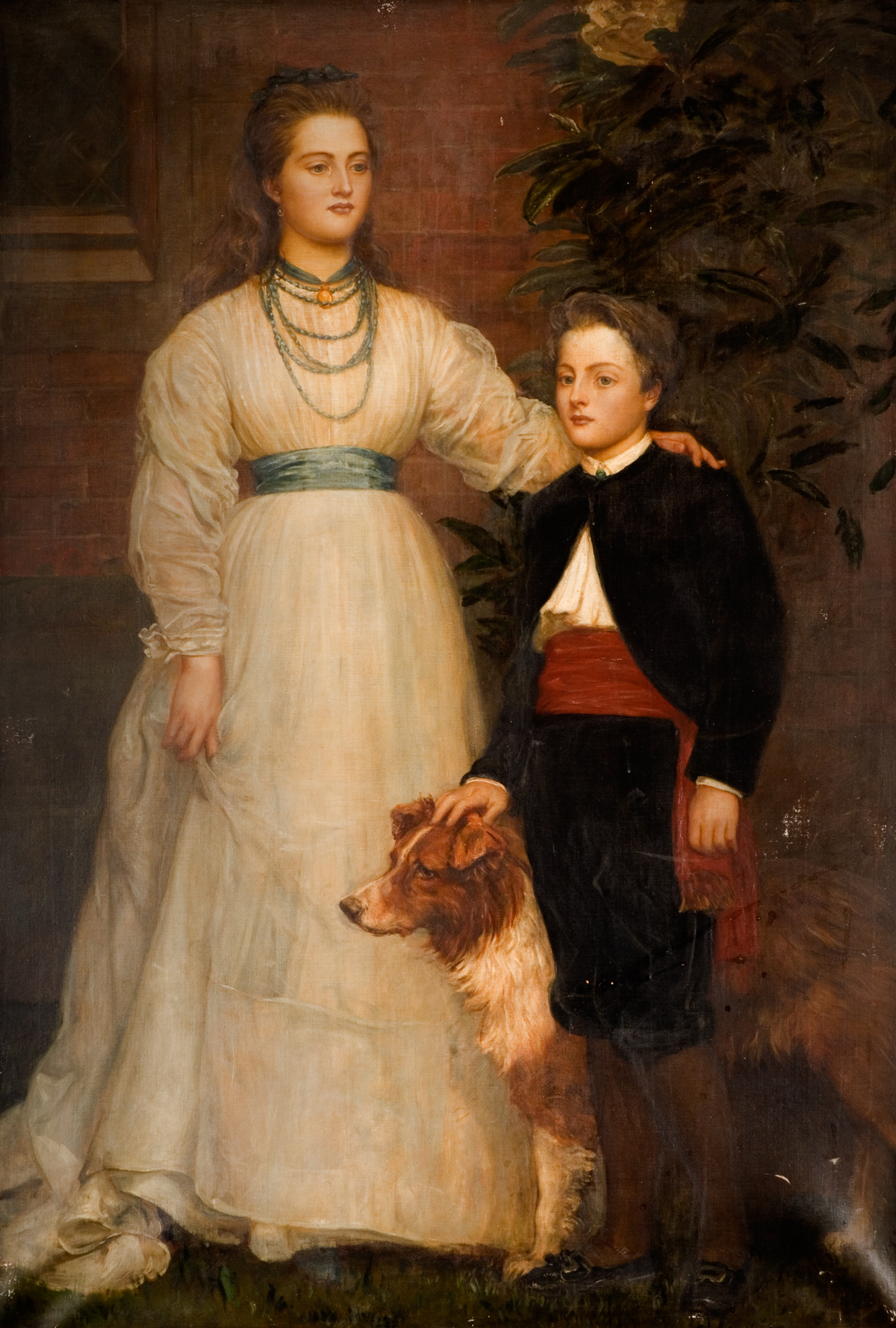
Talbot avec sa sœur Theresa

Talbot, qui est né à Eaton Place, Belgravia, Londres, est le seul fils et héritier de Charles Chetwynd-Talbot (19e comte de Shrewsbury). Son grand-père, Henry Chetwynd-Talbot, 18e comte de Shrewsbury, hérite des comtés d'un cousin très éloigné, et a du prouver sa prétention à la Chambre des lords, en démontrant qu'il descend de John Talbot (2e comte de Shrewsbury). Talbot est le neveu de Gertrude qui épouse George Herbert (13e comte de Pembroke) et le frère de Theresa, une salonnière notable, qui épouse Charles Vane-Tempest-Stewart (6e marquis de Londonderry).
Le père très riche de Talbot est mort quand il a 16 ans. Tous les biens immobiliers et personnels de son père sont laissés à la mère de Talbot. Elle meurt en 1912 alors qu'il a 51 ans.

## Éducation et mariage

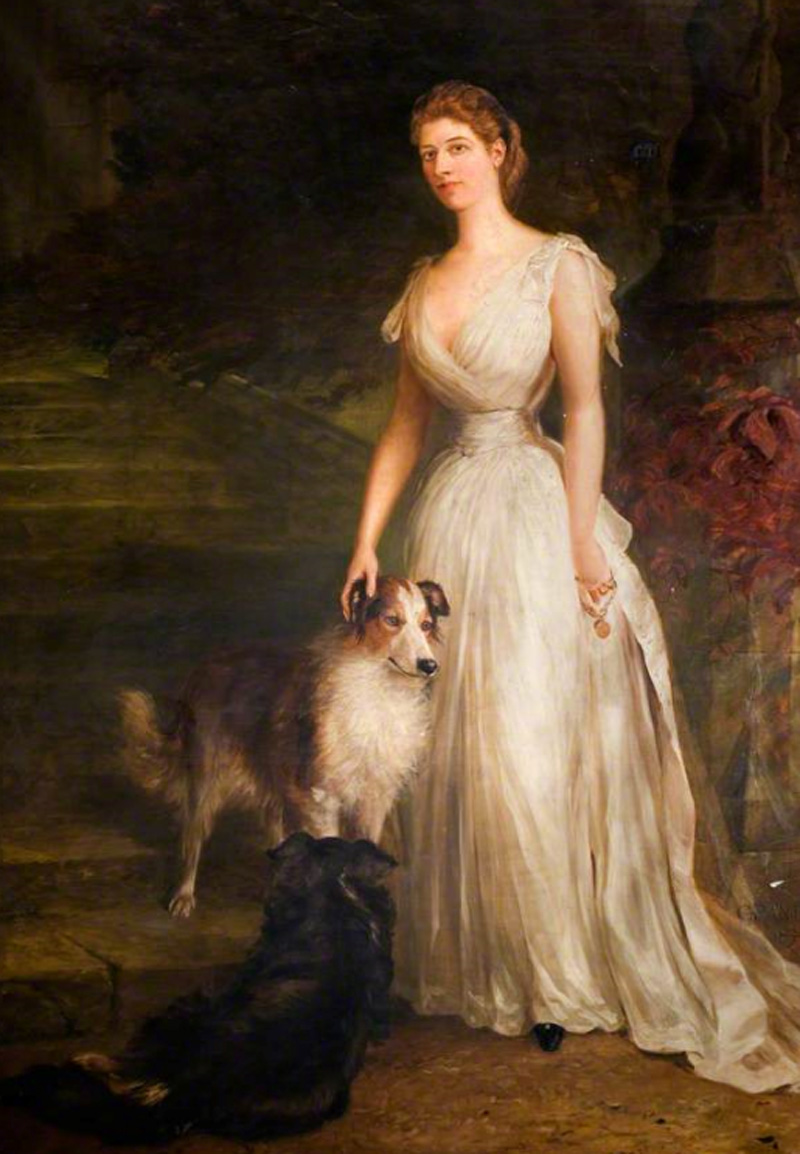
La femme de Talbot, Ellen, en 1894

Talbot fait ses études au Collège d'Eton et hérite de ses titres à seize ans. À l'âge de dix-neuf ans, il s'enfuit avec une femme mariée plus âgée, Ellen Palmer-Morewood, épouse du roturier Alfred Edward Miller Mundy de Shipley Hall qu'elle a épousé en 1873. Ellen est une petite-fille du 7e baron Byron (un cousin du poète Lord Byron, le 6e baron), et a déjà une fille. L'héritier de Talbot, Lord Ingestre, est né moins de trois mois après le mariage de ses parents. Ingestre est décédé du vivant de ses parents, mais a eu plusieurs enfants, dont le 21e comte de Shrewsbury et Waterford, le père du comte actuel.

## Fonctions publiques
Il devient lord héréditaire grand intendant d'Irlande, en cette qualité il participe au couronnement des rois Édouard VII et George V, et accompagne le premier lors de sa visite d'État à Dublin en juillet 1903. Il est fait KCVO en 1907. Il est également grand intendant de l'arrondissement de Stafford en 1892.
Il lance son propre club de polo en 1893. En 1895, il fonde le Staffordshire Polo Club dans sa maison, Ingestre Hall.

## Transporteur

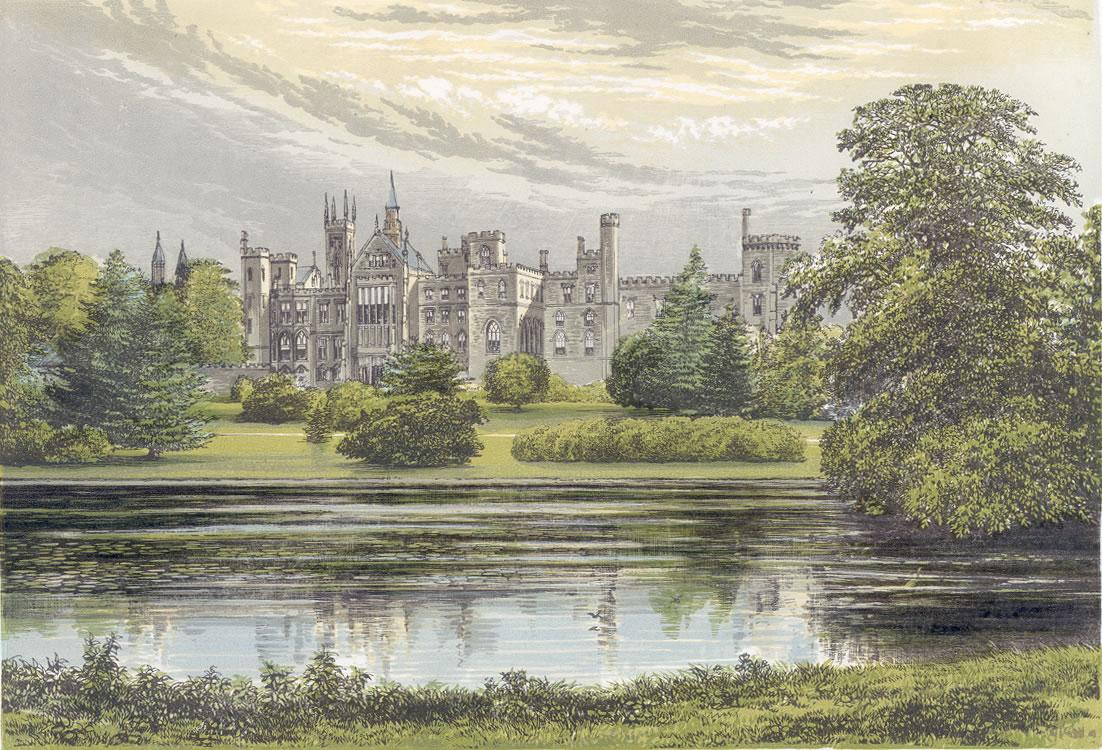
Tours d'Alton v. 1880

Passionné de conduite en calèche, il dirige le service de transport Greyhound (c'est-à-dire rapide) sur les 20 miles entre le Buxton Spa à la mode et sa maison, Alton Towers, maintenant le site d'un parc à thème .

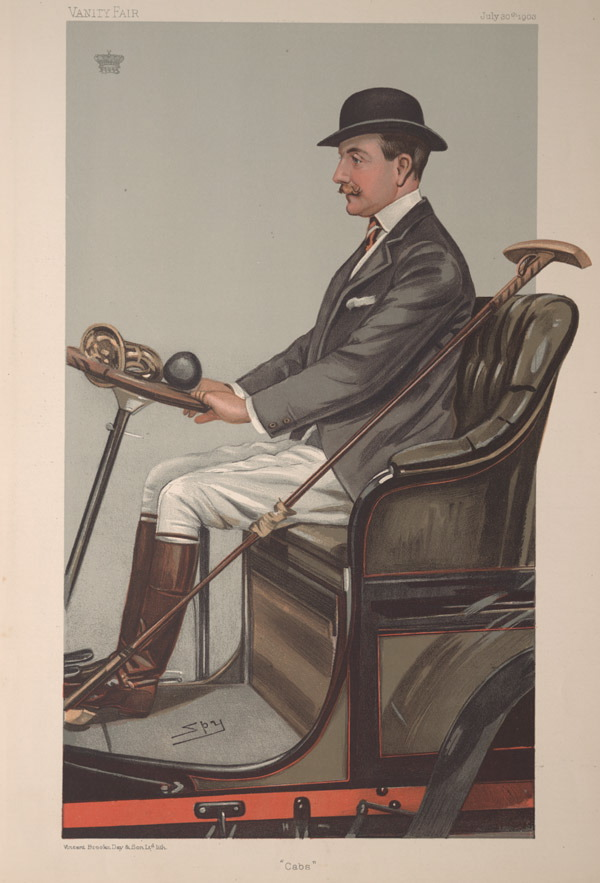
Caricature de Talbot en 1903

Pendant de nombreuses années, il est en affaires en tant que propriétaire de taxis, ses véhicules marqués "ST" (pour Shrewsbury et Talbot) et les chevaux « étant de la meilleure qualité possible », et il est le premier propriétaire à avoir des taxis qui sont équipés de pneus silencieux fonctionnant à Londres et à Paris.
À l'été 1888, il lance une société cotée en bourse, The Shrewsbury and Talbot Cab and Noiseless Tire Company Limited, pour acheter deux entreprises, l'une propriétaire de taxis travaillait par le comte lui-même et, d'autre part, l'entreprise de The Noiseless Tire Company Limited, fabricant de pneus en acier et en caoutchouc à Manchester et à Londres .
Au printemps 1891, à la suite de grèves presque annuelles de ses chauffeurs de taxi, Talbot met en vente 300 chevaux de son entreprise, sous protection policière, dans les locaux de l'entreprise à Battersea. L'entreprise a redémarré en octobre 1891 avec des chauffeurs de taxi proches de la compagnie .
En novembre 1900, Talbot crée une autre société cotée en bourse, Shrewsbury ST et Challiner Tire Company Limited, pour fabriquer et vendre des cabines, des voitures, des voitures à moteur, des cycles, des véhicules, des pneus, des chambres à air, des fils, du caoutchouc indien et des produits de gutta percha, etc.  En décembre 1903, il est décrit dans une action en justice intentée par Dunlop au sujet de l'importation de pneus Michelin comme « propriétaire de l'entreprise connue sous le nom de Maison Talbot à Long Acre à Londres, dirigée par M. Weigel. ».
En mars 1901, il fonde le British Automobile Commercial Syndicate Limited. Douze mois plus tard, Talbot est nommé président de MM. J Rothschild and Son Limited, constituée pour exercer l'activité de fabrication de carrosseries automobiles en développant les activités londoniennes des entreprises françaises bien connues de Clément-Rothschild et de MM. J Rothschild and Son. Le deuxième étage du même bâtiment devait être occupé par les fournisseurs de la Maison Talbot de pneus Talbot (tels que montés par le Hon CS Rolls) .

## Voitures Talbot

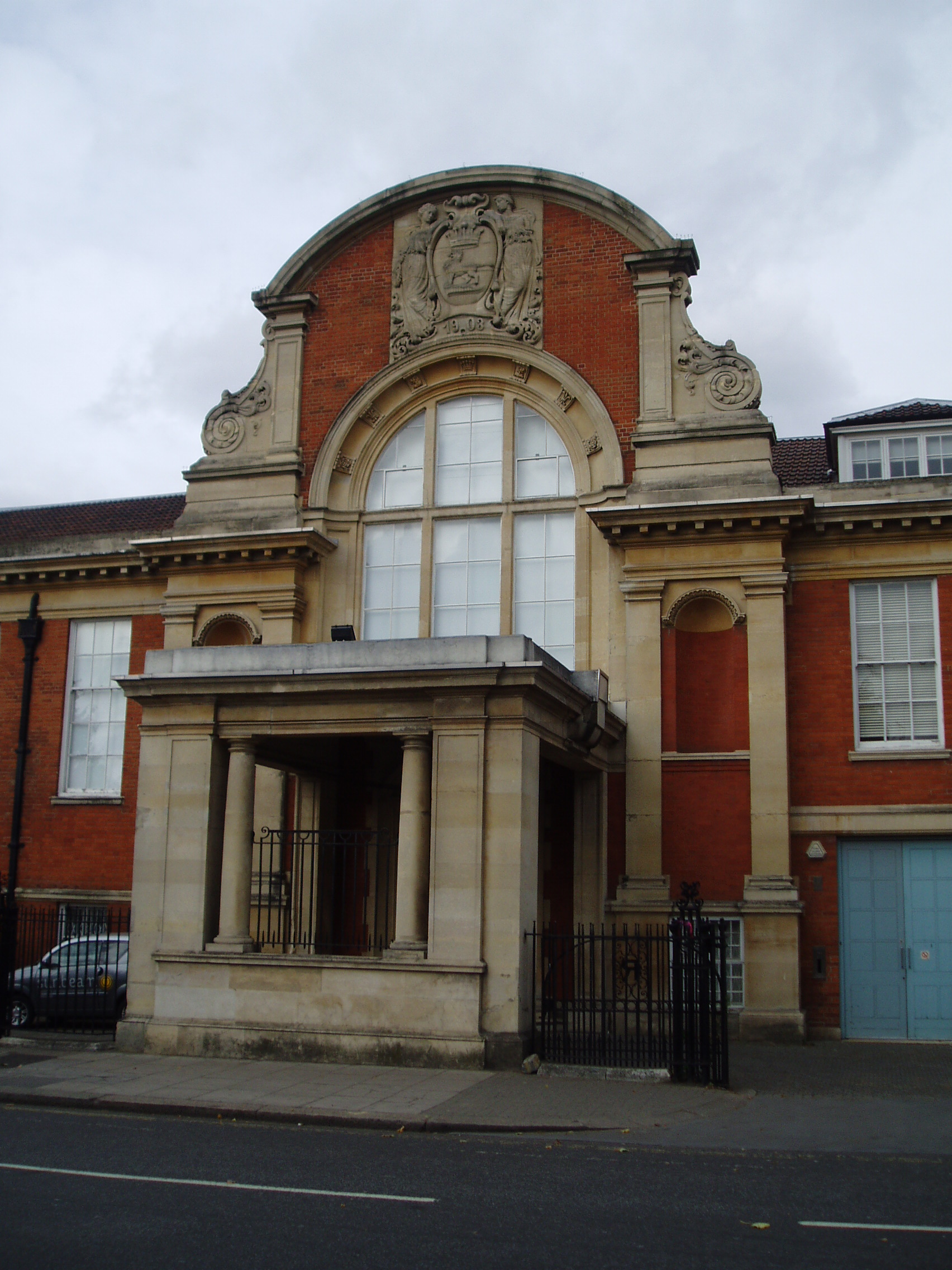
Clément-Talbot Works, North Kensington montrant son blason personnel

Il fonde Clément-Talbot Limitée en 1903. Il construit pour cela la première usine de fabrication automobile du Royaume-Uni à North Kensington, à Londres, avec son écusson personnel placé au-dessus de l'entrée du bâtiment administratif. Il embauche Adolphe Clément-Bayard comme son «ingénieur» et commence par importer ses voitures françaises populaires Clément-Bayard en Grande-Bretagne.
À Brooklands en novembre 1912, la voiture Talbot de Lord Shrewsbury de seulement 25,6 chevaux, conduite par Percy Lambert, atteint une vitesse de 113,28 milles à l'heure et bat de nombreux autres records de vitesse. La seule voiture plus rapide sur la piste de Brooklands est une Mercedes-Benz de 84,8 chevaux .

## Service militaire
Il est major dans le service de remonte de l'armée de 1914 à 1915, et major temporaire avec les Royal Welsh Fusiliers de 1916 à 1917 . En janvier 1915, son fils unique, le vicomte Ingestre, réserviste des Royal Horse Guards de Regent's Park Barracks, meurt à Londres de la grippe suivie d'une pneumonie ,.

## Fin de carrière
Le comte meurt en mai 1921, à l'âge de soixante ans, et est inhumé à l'église paroissiale d' Ingestre . S'ensuit alors une bataille d'héritage pour sa succession entre sa femme et son petit-fils. Son petit-fils, le 21e comte John Chetwynd-Talbot, affirme que feu le comte n'avait pas été sain d'esprit lorsque son dernier testament a été rédigé et obtient un règlement judiciaire. Ellen quitte la maison que feu comte avait construite pour elle, «Cariad» à Goring-on-Thames, et déménage au «cottage Cariad» dans un cadre tout aussi tranquille.